# ريبيكا تويج
ريبيكا تويج (بالإنجليزية: Rebecca Twigg)‏ مواليد 26 مارس 1963 في سياتل، هي متسابقة دراجات أمريكية سابقة في صنف سباق الدراجات على الطريق وعلى المضمار. سبق أن شاركت في دورة الألعاب الأولمبية الصيفية وفازت بميدالية أولمبية.

## الميداليات
| الميدالية | المسابقة                       |
| --------- | ------------------------------ |
| فضية      | الألعاب الأولمبية الصيفية 1984 |
| برونزية   | الألعاب الأولمبية الصيفية 1992 |
| فضية      | الألعاب الأولمبية الصيفية 1984 |

## روابط خارجية
- ريبيكا تويج على موقع أرشيف الدراجات (الإنجليزية)
- ريبيكا تويج على موقع إحصائيات الدراجات الإحترافية (الإنجليزية)
- ريبيكا تويج على موقع CycleBase (الإنجليزية)
- ريبيكا تويج على موقع أوليمبيديا (الإنجليزية)